# Tanaka Shizuichi
Tanaka Shizuichi (田中 静壱 Điền Trung Tĩnh Nhất) (1 tháng 10 năm 1887 – 24 tháng 8 năm 1945), là một Đại tướng của Lục quân Đế quốc Nhật Bản, những người vào cuối Chiến tranh thế giới thứ hai, người chỉ huy Đông Bộ Quân, khu vực từ Tokyo - Yokohama.

## Tiểu sử
Sinh ra ở tỉnh Hyōgo, Tanaka tốt nghiệp khóa 19 Trường Sĩ quan Lục quân (Đế quốc Nhật Bản) và khóa 28 Đại học Lục quân (Đế quốc Nhật Bản). Sau đó ông đạt được tấm bằng văn học tại đại học Oxford nước Anh, ông nghiên cứu các tác phẩm của đại văn hào William Shakespeare. Ông đã lãnh đạo một nhóm du học sinh Nhật Bản diễu hành ăn mừng chiến thắng ở Luân Đôn vào cuối Chiến tranh thế giới thứ nhất.
Từ năm 1930 đến năm 1932, ông chỉ huy Trung đoàn 2 Bộ binh IJA. Sau đó ông được cử tới Washington DC với vai trò Tùy viên quân sự, nơi đây ông gặp Douglas MacArthur, lúc này MacArthur làm Tham mưu trưởng Quân đội Hoa Kỳ. Trong thời gian làm việc lâu dài tại Hoa Kỳ và Vương quốc Anh, ông đã rất yêu thích nơi này và công khai ủng hộ những vấn đề liên quan đến phương Tây. Từ năm 1934 đến năm 1935, Tanaka làm tham mưu trưởng Sư đoàn 4 IJA.
Chiến tranh Trung-Nhật lần 2 bắt đầu, Tanaka chỉ huy Lữ đoàn 5 Bộ binh IJA và tham gia trận Vũ Hán năm 1938. Ông được triệu về Nhật Bản và được bổ nhiệm làm người đứng đầu Quân đoàn Kempeitai, ở vùng Kanto. Từ năm 1939- 1940, ông trở về Trung Quốc chỉ huy Sư đoàn 13 IJA.
Chiến tranh Thái Bình Dương bắt đầu, Tanaka được chọn làm Tổng Tư lệnh Đông Bộ Quân và sau đó là thành viên của Bộ Tham mưu. Ông là người phản đối việc tấn công Trân Châu Cảng.

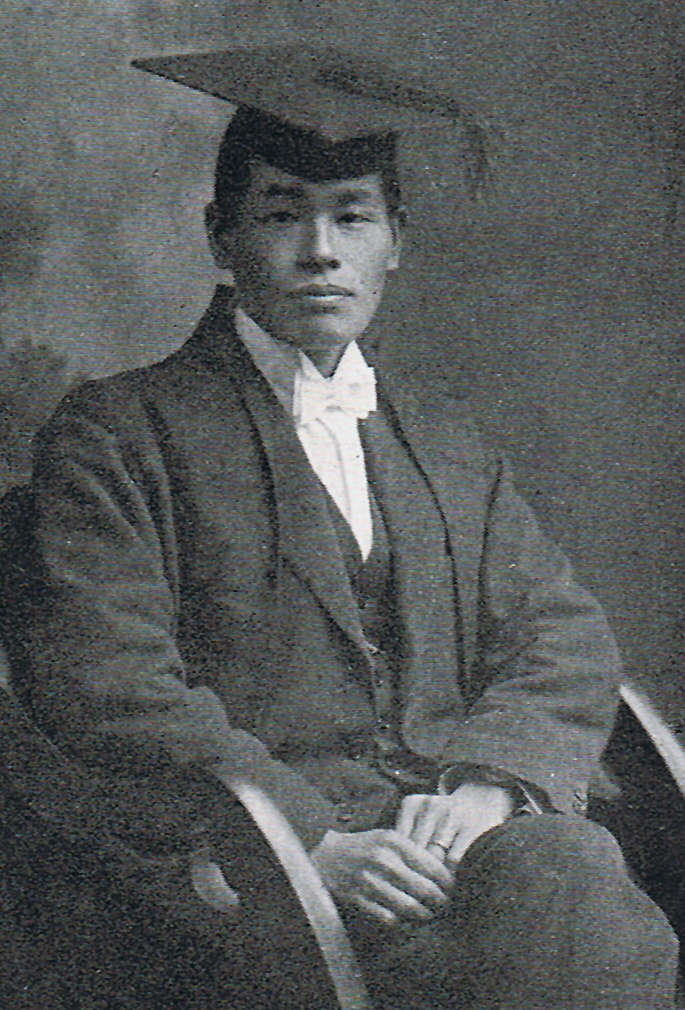
Tanaka Shizuichi là sinh viên của Trường đại học Oxford, 1920

Năm 1942, Tanaka đến Philippines chỉ huy Quân đoàn 14 IJA và sau đó giữ chức Thống đốc Philippines từ năm 1942- 1943. Năm 1943, ông được thăng chức Đại tướng nhưng vào năm 1944, ông phải quay về Nhật Bản dễ chữa bệnh sốt rét. Từ năm 1944- 1945, ông được bổ nhiệm vào Bộ trưởng chiến tranh. Ngày 19 tháng 3 năm 1945, chỉ huy Đông Bộ Quân.
Việc ông chỉ huy Sư đoàn 1 Vệ binh Hoàng gia, rất có lợi nếu như ông tham gia cuộc đảo chính của nhóm Thiếu tá Kenji Hatanaka vào ngày 15 tháng 8 năm 1945. Hatanaka tìm cách chiếm Hoàng cung, để ngăn việc Thiên hoàng công bố tin Nhật Bản đầu hàng. Khi ông được yêu cầu tham gia cuộc đảo chính, ông đã từ chối và đã huy động Đông Bộ Quân chống lại nhóm đảo chính. Sau khi thực hiện một số cuộc gọi và ra lệnh phong tỏa Hoàng cung, ông đã lái xe của mình tới mắng chửi Hatanaka.
Được coi là anh hùng của sự kiện ngày 15 tháng 8, và thấy chưa làm hết trách nhiệm để kết thúc cuộc đảo chính, và ông cảm chịu trách nhiệm khi Tokyo bị quân Đồng Minh đánh bom. Ngày 19 tháng 3, ông đã cố gắng từ chức 3 lần, sau khi ông thất bại trong việc ngăn ngừa thiệt hại Minh Trị Thần Cung, Hoàng cung và các khu vực quan trọng khác, nhưng đơn từ chức của ông bị từ chối
Sau khi kết thúc chiến tranh, ngày 24 tháng 8, tại văn phòng làm việc của mình Dai Ichi ở thủ đô Tokyo, ông đã bắn vào tim, tự sát.

### Sách
- Brooks, Lester (1968). Behind Japan's Surrender: The Secret Struggle That Ended an Empire. New York: McGraw-Hill Book Company.
- Fuller, Richard (1992). Shokan: Hirohito's Samurai. London: Arms and Armor. ISBN 1-85409-151-4.
- Hayashi, Saburo (1959). Kogun: The Japanese Army in the Pacific War. Cox, Alvin D. Quantico, VA: The Marine Corps Association.